# Alphonse Boilly
Alphons Léopold Boilly (* 3. Mai 1801 in Paris; † 8. Dezember 1867 in Paris-Petit-Montrouge) war ein französischer Kupferstecher und Lithograph.
Alphons Boilly war ein Sohn des Künstlers Louis-Léopold Boilly (1761–1845). Er war ein Schüler von Alexandre Tardieu und François Forster.
Seine Brüder Edouard Boilly (1799–1854) und Julien Léopold Boilly (1796–1874) waren ebenfalls als Künstler tätig.